# Hudson, Iowa
Hudson är en stad i Black Hawk County i Iowa. Vid 2010 års folkräkning hade Hudson 2 282 invånare.